# Maria Minervino
Maria Minervino (Napoli, 16 dicembre 1986) è un'ex cestista italiana.

## Carriera
Centro di 194 cm, ha giocato in Serie A1 con Pozzuoli.

## Palmarès
- Campionato italiano di Serie A2: 1
Pall. Pozzuoli: 2006-07